# Carlo Dadone
Carlo Dadone (1864 – Torino, 27 marzo 1931) è stato uno scrittore italiano.

## Biografia
Scrisse molti libri umoristici e per ragazzi, e collaborò alle riviste Corriere dei Piccoli e Cuor d'Oro. Fu amico di Attilio Mussino, autore di molte illustrazioni dei suoi libri, e di Giovanni Bertinetti, col quale scrisse alcuni libri a quattro mani. Collaborò anche, tra il 1896 e il 1897, al periodico Per l'Idea, supplemento della rivista socialista Il Grido del Popolo, sulla quale molti anni dopo avrebbe scritto Antonio Gramsci. Morì a Torino, affetto da sordità e con gravi problemi alla vista.

## Opere principali
- Come presi moglie: autobiografia di un ex-ghiottone, romanzo (Streglio, Torino, 1902)
- La forbice di legno, racconti (Streglio, Torino, 1904)
- Fernanda, grande romanzo moderno (Soc. Torinese di Grandi Edizioni Popolari. Torino, 1910), da cui nel 1918 fu tratto il film seriale in quattro lungometraggi Il Mistero dei Montfleury, interpretato da Paola Pezzaglia ed Ettore Piergiovanni.
- Il talismano di Fefè (Sandron, Firenze, 1913?). Con disegni di Attilio Mussino
- La piccola Giovanna (SEI, Torino, 1916). Romanzo di successo, che ebbe numerose edizioni. Racconta di una buona serva maltrattata da una padrona cattiva.
- Le novelle di un ottimista (Treves, Milano, 1921)
- Le nuove avventure di Biribì, poliziotto e portafortuna (Treves, Milano, 1924)
- L'Italia nei cuori (La Scuola, 1929)
- Le fantastiche avventure di Giovannino: racconto eroicomico pei più piccini (SEI, Torino, 1930)
- La signora fantasia e le sue facezie (La Scuola, 1933)
- Il viaggio di un balilla intorno al mondo (SEI, Torino, 1931). Scritto con Giovanni Bertinetti
- Gigetto. Quand'era morto, e come rivisse (SEI, 1932?).
- Le avventure di Capperina (Bemporad, Firenze). Con disegni in nero e in colori di Attilio Mussino
- Il tesoro del re negro, romanzo d'avventure per la gioventù (Treves, Milano)
- Le nuovissime avventure di Capperina (SEI, Torino). Con disegni di Attilio Mussino
- La casa delle chiacchiere (Streglio, Torino)
- Una piccola Robinson: romanzo d'avventure (SEI, Torino)
- Le allegre gherminelle di Turotto, Joli, Gigetto, Concettina, il Piccolo e compagnia (Remo Sandron, Palermo). Con illustrazioni di Ferruccio Moro